# Gymnophora amurensis
Gymnophora amurensis är en tvåvingeart som beskrevs av Mikhail B. Mostovski och Mikhailovskaya 2003. Gymnophora amurensis ingår i släktet Gymnophora och familjen puckelflugor. Inga underarter finns listade i Catalogue of Life.